# ۳۰ (قمری)
۳۰ (قمری)، سی‌امین سال در گاهشماری هجری قمری است. اول محرم این سال برابر با هفتم سپتامبر سال ۶۵۰ میلادی است.

## رویدادها
- تبعید ابوذر غفاری توسط عثمان بن عفان  خلیفه سوم  به ربذه

- تصرف بخشی از  گرگان توسط سعید بن عاص با حمله به  طبرستان از شرق خزر

- فتح هرات و قهستان توسط احنف بن قیس.

- فرار یزدگرد سوم  ، پادشاه ایران به خراسان

- عزل ولید بن عقبه از فرمانداری کوفه و جایگزینی سعد بن ابی وقاص

- تشکیل هیئت چهار نفره توسط  عثمان ، برای گردآوری مصحف های قرآن و سوزاندن دیگر نسخه ها.

## درگذشتگان
- ابوسفیان بن حرب